# Vittorio Lanternari
 (mars 2022).
Vittorio Lanternari (Chiaravalle, 11 novembre 1918 - Rome, 5 août 2010) est un historien des religions et ethnologue italien.

## Biographie
D’origine juive, après des études classiques, en 1937, Vittorio Lanternari s’inscrit à la Faculté des Lettres et de Philosophie de l’université de Bologne, mais l’année suivante, il est obligé d’interrompre ses études en raison de l’adoption des lois raciales fascistes qui lui interdisent l’enseignement public dans cette faculté. Il s’inscrit à la faculté d’agriculture, toujours à Bologne, et obtient son diplôme en 1942.
Il échappe à la déportation nazie et, après la Seconde Guerre mondiale, il intègre la faculté de Lettres et de Philosophie de l'université de Rome « La Sapienza », où il obtient en 1946, une licence en histoire des religions avec Raffaele Pettazzoni, avec qui il maintient une collaboration dans le cadre d'études, parallèlement à un poste d'enseignement dans les écoles secondaires.
Sous le conseil de Raffaele Pettazzoni, il s’oriente vers l’approfondissement des rapports entre histoire des religions et ethnologie, entrant en contact avec Ernesto De Martino, avec lequel il collabore assidûment de 1948 jusqu'à sa mort en 1965. Le fruit de cette collaboration est la prise de conscience, par Lanternari, de la nature purement historique des systèmes religieux : ceux-ci sont à étudier et à comprendre selon une perspective historiciste, qui fait référence au contexte socio-culturel dans lequel ils naissent et se développent.
En 1951, il est assistant à la chaire d’ethnologie d’Alberto Carlo Blanc, puis, de 1959 à 1968, chargé d’histoire des religions et d’ethnologie à l’université de Bari. En 1978, il est en poste à université de Rome « La Sapienza », où il reste jusqu’à sa retraite en 1989 (il continue à enseigner jusqu’en 1994).
Maître de conférences en Italie et à l’étranger, il est chargé de cours et de séminaires dans différentes universités et institutions académiques étrangères, dont l’université Columbia de New York en 1965, l’Institut national d'anthropologie et d'histoire de Mexico en 1973 et 1978, la London School of Economics, et les universités de Cambridge, Manchester et Zurich. Il est membre du Royal Anthropological Institute of Great Britain and Ireland et, à partir de 1988, associé en tant que correspondant étranger de la British Academy.
Il effectue un intense travail sur le terrain, en particulier au Ghana auprès de l’ethnie Nzema de 1971 à 1977.
Avec Ernesto De Martino et Angelo Brelich, il a apporté une contribution importante au développement de l’histoire des religions en Italie,,.
Cette vaste et innovatrice activité pluriannuelle d’études, de recherches et de réflexion en histoire des religions, anthropologie et sociologie, s’est concrétisée par la publication de nombreux travaux de recherche, systématiquement rassemblée et exposée dans nombreuses monographies.

## Recherche
L'activité scientifique, d’étude et de recherche de Vittorio Lanternari se concentre autour de la manifestation du sacré et des rituels connexes. Il s'intéresse aussi aux mouvements religieux millénaristes et messianiques et à leurs répercussions culturelles, à l’ethnocentrisme dans sa dimension locale et globale, au folklore italien, à l’anthropologie de la santé, l’immigration et l'ethnopsychiatrie en termes transculturels ; il explore les rapports entre milieu anthropique et culture (éco-anthropologie). Ce dernier domaine le conduit à approfondir les questions éthiques fondamentales et les responsabilités politiques qui y sont liées, cruciales pour l’avenir de l’humanité : selon Lanternari, les relations entre l’homme et l’environnement sont capitales à la subsistance de tout équilibre politique et social.

## Œuvres principales
- La grande festa. Vita rituale e sistemi di produzione nelle società tradizionali, Il Saggiatore, Milan, 1959.
- Movimenti religiosi di libertà e di salvezza dei popoli oppressi, Feltrinelli, Milan, 1960.
- Occidente e Terzo Mondo. Incontri di civiltà e religioni differenti, Edizioni Dedalo, Bari, 1967.
- Antropologia e imperialismo, e altri saggi, Giulio Einaudi editore, Torino, 1974.
- Crisi e ricerca d'identità. Folklore e dinamica culturale, Liguori Editore, Napoli, 1976
- Incontro con una cultura africana, Liguori Editore, Napoli, 1976.
- L'incivilimento dei barbari. Identità, migrazioni e neo-razzismo, Edizioni Dedalo, Bari, 1983.
- Preistoria e folklore. Tradizioni etnografiche e religiose della Sardegna, L'Asfodelo, Sassari, 1984.
- Identità e differenza. Percorsi storico-antropologici, Liguori Editore, Napoli, 1986.
- Dei, Profeti, Contadini. Incontri nel Ghana, Liguori Editore, Napoli, 1988.
- Una cultura in movimento. Immigrazione e integrazione a Fiorano Modenese, Dedalo Edizioni, Bari, 1990.
- Antropologia religiosa. Etnologia, storia, folklore, Edizioni Dedalo, Bari, 1997.
- (a cura di) Medicina, magia, religione, valori (con M.L. Ciminelli), 2 voll., Liguori Editore, Napoli, 1994-98.
- La mia alleanza con Ernesto De Martino, Liguori Editore, Napoli, 1997.
- Ecoantropologia. Dall'ingerenza ecologica alla svolta etico-culturale, Edizioni Dedalo, Bari, 2003.
- Religione, magia e droga. Studi antropologici, Manni Editore, Lecce, 2006.
- Dai "primitivi" al "post-moderno". Tre percorsi di saggi storico-antropologici, Liguori Editore, Napoli, 2006.